# Triticodae
Triticodées
Super-tribu
Les Triticodae, en français Triticodées, sont une super-tribu de plantes à fleurs de la famille des Poaceae et de la sous-famille des Pooideae.

## Description
L'extrémité des ligules est généralement tronquée ; les oreillettes sont souvent présentes ; les épis comportent un, deux ou plusieurs épillets par nœud, parfois des racèmes ou des panicules non capités ; les épillets, lorsqu'ils se désarticulent sous les glumes, tombent avec une partie de l'axe principal de l'inflorescence ; le rachille est prolongé (très rarement, il n'est pas prolongé). Les arêtes des lemmes reçoivent trois nervures ou plus, rarement une seule ; l'arête est terminale ou rarement dorsale, toujours droite ou courbée, ni tordue ni géniculée ; les lodicules sont généralement poilus ; l'ovaire est toujours poilu ; les bases du style sont toujours libres ; le hile est linéaire, de plus de la moitié de la longueur du grain ; les grains d'amidon de l'endosperme sont simples ; l'endosperme est dur, sans lipides ; l'épiblaste est souvent absent.

## Systématique
La super-tribu a été décrite en 1982 par les botanistes Terry Desmond Macfarlane (en) et Leslie Watson (es) initialement sous le nom Triticanae. Elle a été renommée Triticodae à la suite de l'utilisation de la terminaison latine propre aux super-tribus, -odae, par Liu Liang dans Acta Phytotaxonomica Sinica (es) en 1980.
Elle regroupe les trois tribus suivantes selon Macfarlane et Watson (1982) :
- Triticeae ;
- Brachypodieae ;
- Bromeae.

Selon TAXREF (10 janvier 2025) :
- Bromeae Dumort., 1824
- Littledaleeae Soreng & J.I.Davis, 2015
- Triticeae Dumort., 1824